# Rhabdopterus bottimeri
Rhabdopterus bottimeri är en skalbaggsart som beskrevs av Barber 1946. Rhabdopterus bottimeri ingår i släktet Rhabdopterus och familjen bladbaggar. Inga underarter finns listade i Catalogue of Life.